# Membrillera
Membrillera – gmina w Hiszpanii, w prowincji Guadalajara, w Kastylii-La Mancha, o powierzchni 38,33 km². W 2011 roku gmina liczyła 119 mieszkańców.